# EPrix de Marrakech
Le ePrix de Marrakech est une épreuve comptant pour le championnat de Formule E FIA. Elle a eu lieu pour la première fois le 12 novembre 2016 sur le circuit Moulay El Hassan.

## Historique
Pour la première fois en décembre 2016, la Formule E se rend en Afrique. Le premier ePrix de Marrakech est remporté par Sébastien Buemi. La deuxième édition a lieu en janvier 2018 et est remportée par Felix Rosenqvist, qui dépasse Buemi à quatre tours du drapeau à damiers. La troisième édition a lieu en janvier 2019, cette course a été remportée par le belge Jérôme d'Ambrosio après une collision entre les deux BMW i Andretti Motorsports à quelques tours du drapeau de damiers.

## Le circuit
Le ePrix de Marrakech est disputé sur le circuit Moulay El Hassan, d'une longueur de 2,971 kilomètres. Il s'agit du nouveau tracé, utilisé également en WTCC, qui aborde une configuration totalement différente par rapport à l'ancien tracé.

## Palmarès
| Année | Vainqueur              | Écurie               | Circuit                  | Résultats | Date             |
| ----- | ---------------------- | -------------------- | ------------------------ | --------- | ---------------- |
| 2016  | Sébastien Buemi        | Renault e.Dams       | Circuit Moulay El Hassan | Résumé    | 12 novembre 2016 |
| 2018  | Felix Rosenqvist       | Mahindra Racing      | Circuit Moulay El Hassan | Résumé    | 13 janvier 2018  |
| 2019  | Jérôme d'Ambrosio      | Mahindra Racing      | Circuit Moulay El Hassan | Résumé    | 12 janvier 2019  |
| 2020  | António Félix da Costa | Techeetah-DS         | Circuit Moulay El Hassan | Résumé    | 29 février 2020  |
| 2022  | Edoardo Mortara        | ROKIT Venturi Racing | Circuit Moulay El Hassan | Résumé    | 2 juillet 2022   |